# Bretfeldové
Bretfeldové z Kronenburgu nebo též Breitfeldové (německy Bretfeld zu Kronenburg nebo Cronenburg) byl česko-rakouský rod povýšený do panského stavu.

## Historie rodu

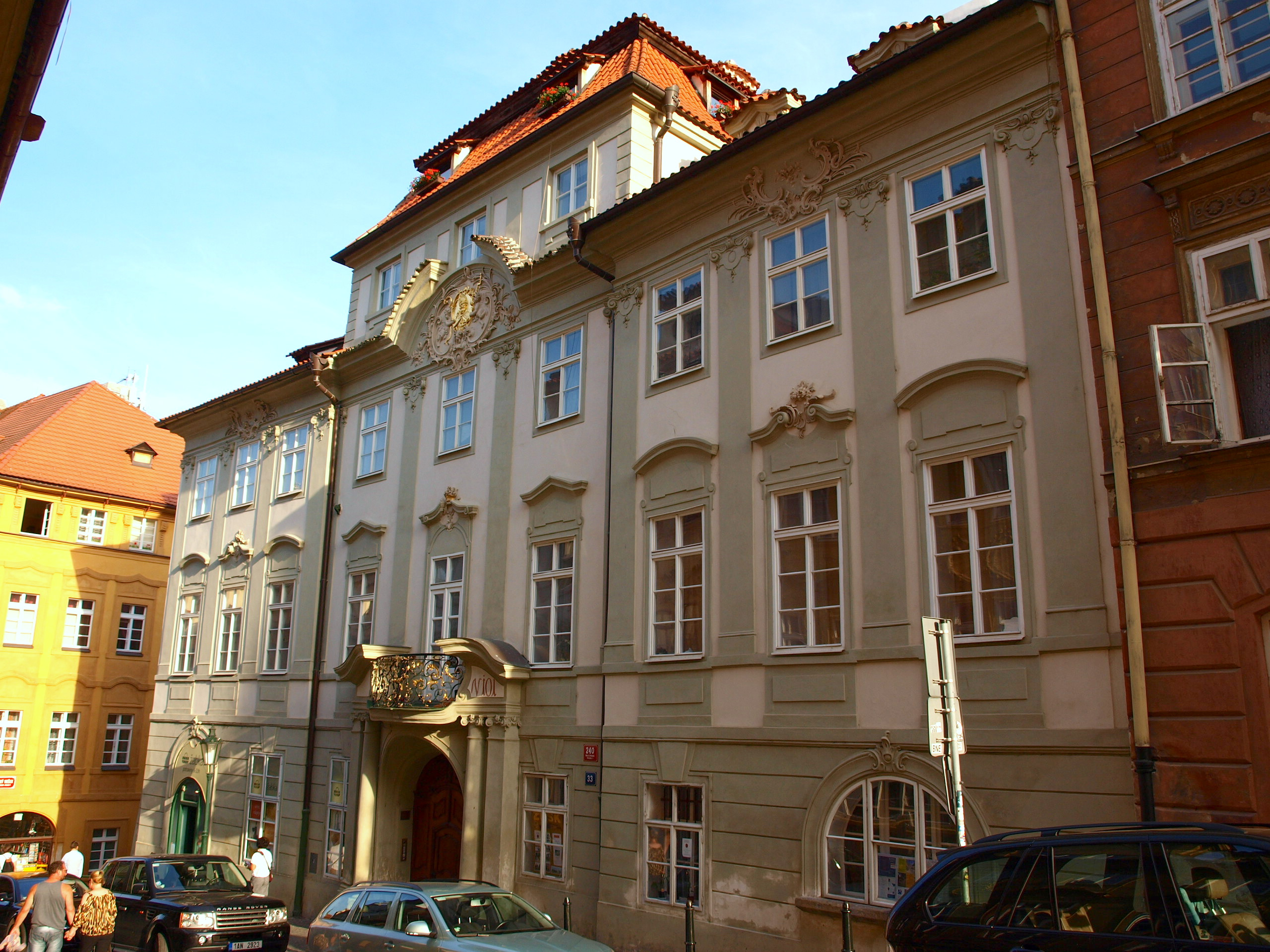
Bretfeldovský palác v Nerudově ulici v Praze na Malé Straně.

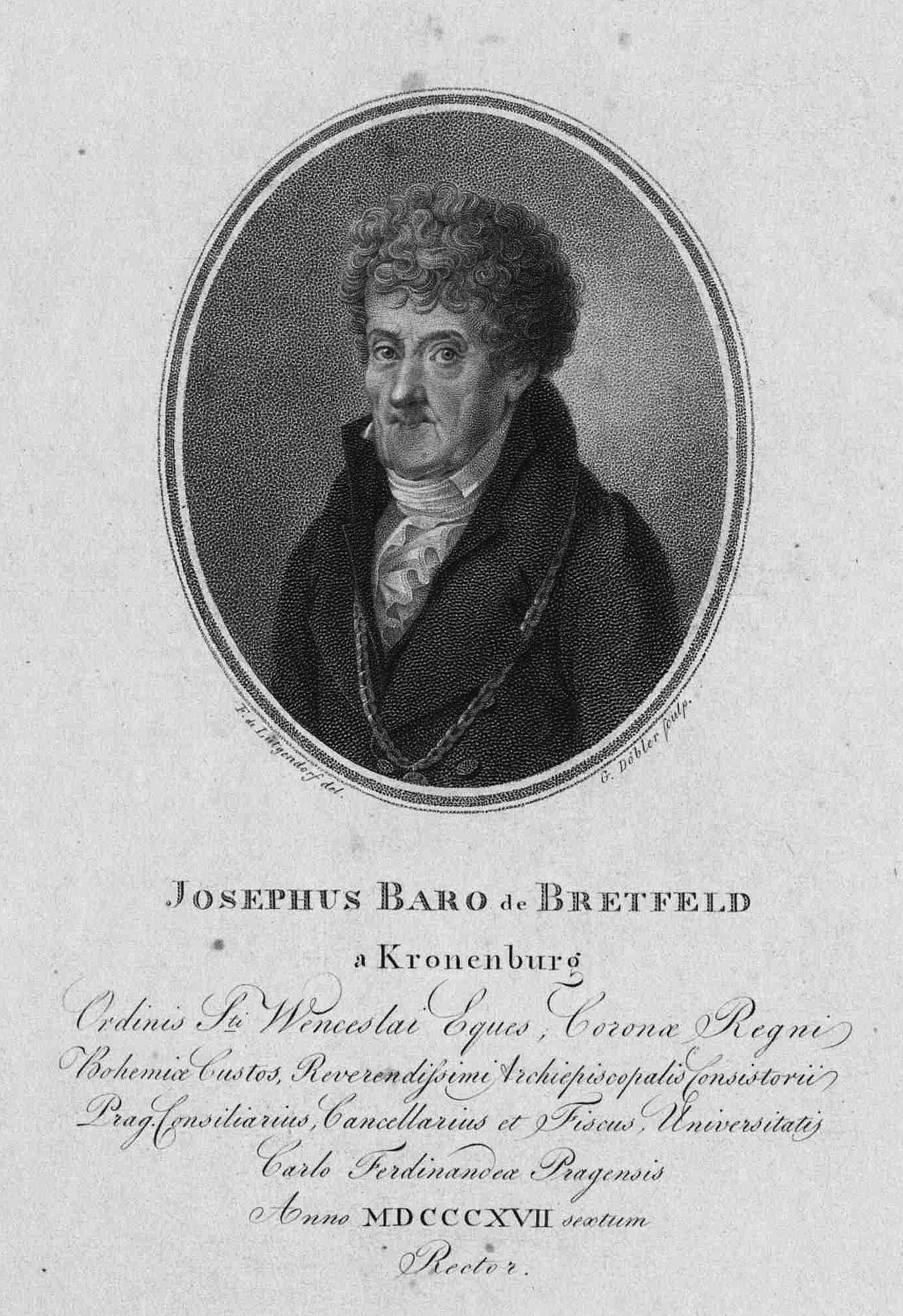
Právník Josef Bretfeld z Kronenburgu, rektor Univerzity Karlovy

Syn Jana Jiřího Bretfelda, Josef Bretfeld byl pražský právník a rektor Univerzity Karlovy. 18. června 1770 Marie Terezie Josefa Bretfelda nobilitovala na šlechtice, 20. ledna 1793 jej císař František II. povýšil na rytíře a 27. listopadu 1807 na svobodného pána.
Josef Bretfeld zakoupil v pražské Nerudově ulici na Malé Straně několik starších domů a na jejich místě dal vystavět barokní rodový palác. Autorem architektonického návrhu byl pravděpodobně Jan Josef Wirch. V paláci měl rozsáhlou sbírku knih a obrazů a učinil z něj významné společenské středisko, kde se konaly hojně navštěvované plesy a koncerty. Mezi významné hosty v paláci patřili mimo jiné Wolfgang Amadeus Mozart nebo Giacomo Casanova.
Bretfeldové dále vlastnili panství Veselíčko na Písecku.

## Osobnosti rodu
Mezi význačné osobnosti rodu patřili např.:
- Jan Jiří Bretfeld, otec Josefa Bretfelda
- Josef Bretfeld z Kronenburgu (1729 – 24. srpna 1820, Praha), český právník, univerzitní profesor a rektor Univerzity Karlovy (celkem šestkrát mezi roky 1793 - 1817)
- Emanuel Bretfeld z Kronenburgu (1774, Praha – 1840, Jeseník), důstojník císařské armády, bojoval proti Turkům
- František Josef Chlumčanský z Bretfeldu (28. dubna 1777, Praha – 23. listopadu 1839, Vídeň), česko-rakouský právník, historik a spisovatel, synovec pražského arcibiskupa Václava Leopolda Chlumčanského

## Příbuzenství
Bretfeldové se příbuzensky spojili s Chlumčanskými z Přestavlk, Lažanskými z Bukové a některými dalšími rody.